# Bisdom Nuevo Laredo
Het bisdom Nuevo Laredo (Latijn: Dioecesis Novolaredensis) is een rooms-katholiek bisdom met als zetel Nuevo Laredo, in Mexico. Het bisdom is suffragaan aan het aartsbisdom Monterrey. 

## Geschiedenis
Het bisdom werd opgericht op 6 november 1989, uit delen van het bisdom Matamoros.

## Parochies
Het bisdom had in 2021 een oppervlakte van 19.378 km2 en telde 529.268 inwoners waarvan 69,9% rooms-katholiek was.

## Bisschoppen
- Ricardo Manuel Watty Urquidi (6 november 1989 - 21 februari 2008)
- Gustavo Rodriguez Vega (8 oktober 2008 - 1 juni 2015)
  - Jorge Alberto Cavazos Arizpe (apostolisch administrator: 29 juli 2015 - 13 januari 2016)
- Enrique Sánchez Martínez (16 november 2015 - 11 september 2023)
- sedisvacatie
  - Rogelio Cabrera López (apostolisch administrator: 8 november 2023 - heden)

Monterrey (aartsbisdom) · Ciudad Victoria · Linares · Matamoros · Nuevo Laredo · Piedras Negras · Saltillo · Tampico